# Бертхолд III (Андекс)
Бертхолд III фон Андекс (на немски: Berthold III von Andechs; Berthold IV, Berthold V; * 1110/1122, † 14 декември 1188) от Андекската династия, е граф на Андекс в Бавария, от 1173 г. маркграф на Истрия и Крайна.

## Живот
Той е вторият син на граф Бертхолд II († 1151) и първата му съпруга София фон Истрия († 1132), дъщеря на маркграф Попо II от Истрия-Крайна († 1098/1103) от род Ваймар-Орламюнде и Рихарда фон Спонхайм († 1130).
Бертхолд контролира важните северо-южни свръзки към Италия. Той е верен последовател на Хоенщауфените и редовен придружител на император Фридрих I Барбароса.
През 1157 г. той наследява линията Волфратсхаузен на графство Дисен. През 1165 г. той получава от брат си Ото, епископ на Бриксен, графските права в Нори- и Пустертал и така контролира пътя по проход Бренер. Освен това той получава Бриксен и манастир Нойщифт. През 1170-те години Бертхолд купува земите на манастир Вилтен южно от р. Ин и основава марката или по-късния град Инсбрук. През 1173 г. той получава от император Фридрих I Барбароса маркграфство Истрия-Крайна.
Бертхолд III умира през 1188 г. и е погребан в манастир Дийсен.

## Фамилия
Първи брак: през 1135 г. с Хедвиг фон Дахау-Вителсбах (* 1117, † 16 юли 1174), дъщеря на пфалцграф Ото V от Шайерн-Вителсбах († 1156) от Бавария и съпругата му Хейлика от Ленгенфелд († 1170), внучка на император Хайнрих IV. Имат децата:
- Бертхолд IV († 1204), от 1183 г. херцог на Мерания
- София († 1218), ∞ Попо VI († 1191), граф на Хенеберг
- Кунигунда († сл. 1207), ∞ Еберхард III, граф на Еберщайн
- NN, ∞ Омпуд от Сзолнок
- Мехтхилд († 1245)

∞ 1. Фридрих I († 1178), граф на Хоенбург
∞ 2. Енгелберт III († 1220), граф на Горица
Втори брак: с Луитгард Датска (Лукарда; Luccardis), дъщеря на краля на Дания Свен III († 1157) и Адела († 1181), дъщеря на Конрад, маркграф на Майсен от род Ветини. Имат децата
- Попо († 1245), епископ на Бамберг (1239 – 45)
- Берта, абатиса на Гербщет (1190)